# Phạm Bỉnh Di
Phạm Bỉnh Di (范秉彛 1150-1209) là tướng nhà Lý trong lịch sử Việt Nam dưới thời Lý Cao Tông.

## Chiều ý vua
Sử sách không ghi chép về thân thế, quê quán của Phạm Bỉnh Di, chỉ nêu ông là hoạn quan và có con là Phạm Phụ. Có thể Phạm Bỉnh Di đã lập gia đình trước khi làm hoạn quan.
Vua Lý Cao Tông thích chơi bời hưởng lạc, xây cất nhiều cung điện. Khi đang xây dở gác Kinh Thiên, có chim khách đến làm tổ, Cao Đường Long cho là điềm báo sắp có vương tộc mới thay thế triều Lý, bèn khuyên can vua rằng đó là điềm gở, sẽ có họ khác chiếm cung điện giành ngôi báu. Nhưng Lý Cao Tông không nghe theo, tiếp tục cho xây cất. Sau đó Cao Tông lại mang việc này hỏi Phạm Bỉnh Di. Bỉnh Di thưa rằng:
Cái gác hoàn thành mà chim khách đến làm tổ, lại sinh ra chim con, vậy là trời cho bệ hạ cái điềm tốt giữ được trăm đời.
Cao Tông nghe rất bằng lòng, bắt dân phu xây cất gấp hơn, khiến nhân dân càng thêm khốn đốn.

## Bị giết
Tháng 3 năm 1207, hào trưởng ở Hồng Châu là Đoàn Thượng, Đoàn Chủ nổi dậy, xây đắp thành lũy, xưng vương hiệu. Cao Tông phái rất nhiều quân đi đánh Hồng Châu, trong đó có cánh quân của Phạm Bỉnh Di đem quân đạo Khả Liễu. Thấy thế lực quân triều đình mạnh không chống nổi, Đoàn Thượng liền ngầm sai người đem của cải đút lót cho tướng Phạm Du, nguyện xin đem quân chúng theo Du. Phạm Du bèn xin với Cao Tông tha cho Đoàn Thượng. Cao Tông chấp thuận.
Đầu năm 1209, Cao Tông sai Phạm Du coi việc quân ở châu Nghệ An. Phạm Du chiêu tập những người vong mạng chống lại triều đình, khiến đường đất bị cắt đứt, thuyền bè không đi lại được. Cao Tông thấy tình hình nguy cấp liền sai Phạm Bỉnh Di lấy quân ở Đằng Châu (thị xã Hưng Yên) để đánh Phạm Du. Phạm Du trở về Cổ Miệt cùng với Đoàn Thượng, Đoàn Chủ ở Hồng Châu hợp binh làm phản triều đình, đánh Đằng Châu. Bỉnh Di giao chiến bị bại trận.
Tháng 2 năm 1209, Bỉnh Di lại đem binh ở Đằng Châu, Khoái Châu đi đánh Du. Phạm Du thua trận bỏ trốn. Bỉnh Di tịch biên gia sản của Du rồi đốt hết.
Tháng 4 năm 1209, Phạm Bỉnh Di đánh tan quân Đoàn Thượng. Phạm Du ngầm sai người về kinh đút lót cho các quan lại trong triều, nói rằng Bỉnh Di tàn ác, giết hại người vô tội và kể lể tình oan. Cao Tông sai Trần Hinh triệu Phạm Du về kinh, lại triệu cả Bỉnh Di về triều.
Phạm Du về kinh trước chầu Lý Cao Tông, lấy lời lẽ làm vừa lòng vua, lại được vua tin cẩn.
Tháng 7 năm đó, Bỉnh Di đến kinh sau, vào triều phụng mệnh. Có người can ông không nên vào vì đã bị Phạm Du gièm pha, nhưng Bỉnh Di cho rằng:
Tôi thờ chúa thượng hết lòng trung thành mà lại bị người ta gièm pha đó chăng? Huống chi có mệnh lệnh của vua, tôi còn biết chạy đi đâu?
Ông cùng con là Phạm Phụ vào cung. Lý Cao Tông sai bắt Bỉnh Di và Phạm Phụ giam ở Thủy Viên, toan làm tội.
Bộ tướng của Bỉnh Di là Quách Bốc nghe tin cha con ông bị bắt, bèn đem binh lính phá cửa Đại Thanh kéo vào nội điện để cứu chủ. Trong lúc quân Quách Bốc và quân triều đình đang giằng co ngoài cửa, Cao Tông thấy việc kíp quá, sai giải Bỉnh Di và Phụ vào chỗ bệ đá nghỉ mát trong điện Kim Tinh. Phạm Du cùng em là Phạm Kinh ở trong ngự đường đi ra, lấy luôn binh khí trong cung đâm chết cha con Bỉnh Di rồi cùng Cao Tông bỏ kinh thành Thăng Long chạy trốn.
Quách Bốc nghe tin cha con ông bị giết bèn sai quân sĩ đột nhập vào chỗ bệ đá trong điện Kim Tinh. Lúc đó vua Cao Tông và anh em Phạm Du đã chạy trốn. Quách Bốc sai quân lấy xe ngự chở xác Bỉnh Di, lấy chiếu ngự bọc xác của Phụ, theo cửa Việt Thành khiêng xuống bến Triều Đông an táng.
Không rõ Phạm Bỉnh Di bao nhiêu tuổi. Cái chết của ông đã làm nổ ra loạn Quách Bốc khiến nhà Lý nghiêng ngả và cuối cùng mất quyền lực vào tay họ Trần 1 năm sau, khi Cao Tông qua đời (1210).

## Trong văn hóa đại chúng
| Năm  | Tác Phẩm                | Diễn Viên     |
| 2013 | 《Thái sư Trần Thủ Độ》 | NSƯT Trần Đức |